# Cueva de la Laja Alta
La cueva o abrigo de la Laja Alta es una muestra del arte rupestre en España y pertenece al llamado Estilo Esquemático, que por su situación también se engloba en el denominado arte sureño. Fue localizada en Jimena de la Frontera (Cádiz) en 1978 por Salvador Corbacho Rey, vecino de esta localidad, quien puso en conocimiento de las autoridades de la Consejería de Cultura el descubrimiento. Aunque estas representaciones pictóricas fueron publicadas por primera vez hacia finales de los años setenta del siglo XX, si bien el estudio más sistemático realizado fue dado a conocer a principios de los ochenta del mismo siglo. En el año 2018 se publicó un análisis más sistemático utilizando nuevos métodos de documentación lo que ha incrementa notablemente el número de figuras conocidas y aportando las primeras dataciones absolutas.
 

Se trata de un conjunto de motivos rupestres pintados mayoritariamente de color rojo, con algunas figuras también en negro. Los cincuenta y nueve motivos reconocidos pertenecen al Estilo Esquemático cuyo elemento central lo constituye un grupo de embarcaciones que podrían considerarse como una escena naval o incluso como un catálogo de embarcaciones prehistóricas.

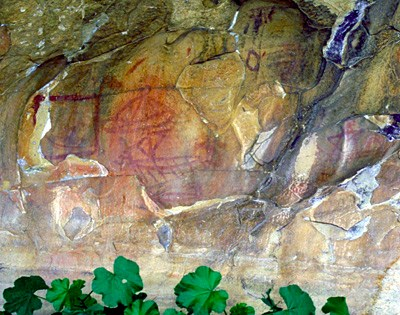
Cueva de la Laja.

## Características
El sitio es una pequeña oquedad rocosa situado cerca del estrecho de Gibraltar. El lugar está situado en la región occidental de la Cordillera Bética, que separa las cuencas atlántica y mediterránea. El abrigo se encuentra a 370 m de altitud en la llamada garganta de Gamero, en la finca de Jateadero. Este valle se abre al cauce del río Hozgarganta, afluente del Guadiaro que desemboca en el mar Mediterráneo. La línea de costa se ubica a 27 km en línea recta del abrigo, si bien el puede visualizarse desde este lugar. No obstante, se encuentra en la ruta natural terrestre que une las vertientes costeras del Mediterráneo y el Atlántico. Su importancia radica en las representaciones de embarcaciones que formarían una escena naval. Tradicionalmente se ha interpretado que narraría un acontecimiento singular: el encuentro de las poblaciones del Mediterráneo oriental, con un grado de dominio de la navegación considerable, y las poblaciones indígenas del sur de la península ibérica. Sin embargo, las últimas aportaciones cuestionan esta interpretación. En primer lugar, por la propia arquitectura de las embarcaciones y, en segundo lugar, debido a las recientes dataciones absolutas. También se ha interpretado estas representaciones como una simple escena de pesca.
La roca de la cavidad es arenisca paleocena perteneciente al Complejo del Campo de Gibraltar. El abrigo se formó por la erosión eólica, proceso que continúa en la actualidad por los vientos de levante que afectan a toda la parte izquierda y superior de la cavidad por lo que cabe suponer que en esta zona debieron existir otras representaciones que han desaparecido.
Además de las embarcaciones, existen múltiples motivos. Dominan los esquemáticos antropomorfos (ancoriforme y phi) junto a los pectiniformes/zoomorfos y, en menor medida, ramiformes, oculados,  motivos circulares, soliforme, tectiforme y simples trazos.

## Cronología de las representaciones de las embarcaciones
Existe un arduo debate sobre la verdadera antigüedad de los barcos. Hasta hace poco se interpretaban de manera tradicional que eran embarcaciones de época histórica. Las primeras aportaciones propusieron que eran esquematizaciones de barcos fenicios, reforzado por la supuesta representación de un embarcadero de tipo Cothon. Otros investigadores apuntaron, basándose en los motivos con los que se relacionan los navíos y el tipo de arquitectura naval de naves de haces de tallos vegetales trenzados junto a la presencia de mástiles bípodes o trípodes que todo el conjunto debía ser adscrito a la Prehistoria, ya sea la Edad del Cobre o Bronce. 
El estudio más sistemático realizado hasta el momento, realizado por un equipo de la Universidad de Granada, ha aplicado diferentes procedimientos de la Arqueometría: escáner 3D del abrigo, tratamiento de imágenes mediante DStretch, análisis de reflectancia de fibra óptica de pigmentos y dataciones absolutas (Carbono-14 y termoluminiscencia). Todo ello ha permitido obtener una serie de conclusiones que apuntan a la mayor antigüedad de las representaciones. Así, se ha ofrecido una datación relativa indicando que las embarcaciones son las figuras centrales y, por tanto, las primeras que se ejecutaron. Además, alrededor de las embarcaciones aparecen significativamente tres motivos oculados que se vinculan con el Neolítico y Edad del Cobre de la península ibérica. Por otro lado, los pigmentos de las embarcaciones y dichos oculados son coincidentes. Por último, se han dado a conocer dos dataciones absolutas. La primera es una fecha obtenida sobre una micromuestra de pigmento negro superpuesto a otro de color rojo. La segunda es una fecha obtenida por termoluminiscencia sobre una cerámica del nivel de ocupación más reciente del abrigo. Las dos datas son coherentes entre sí, situando el uso simbólico de la cavidad entre el IV y III milenio cal. a. C. A partir de lo anterior, se puede afirmar que Laja Alta supone las más antigua representación de embarcaciones propulsadas a vela del Mediterráneo.